# Gaspar Bouttats

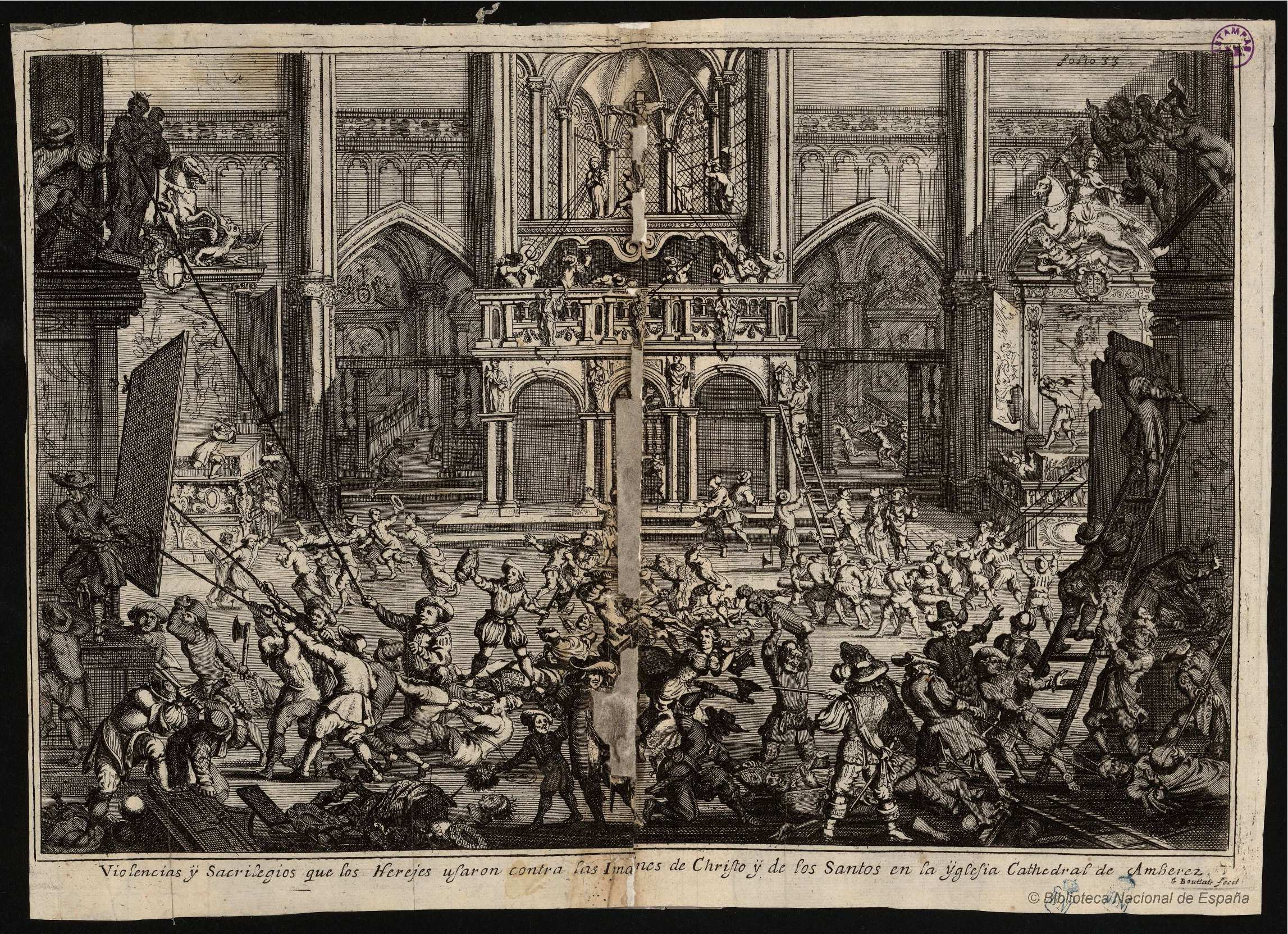
Violencias y sacrilegios que los herejes usaron contra las imágenes de Christo y de los Santos en la Yglesia Cathedral de Amberes, estampa calcográfica con inscripción en castellano firmado en el margen inferior derecho. Biblioteca Nacional de España.

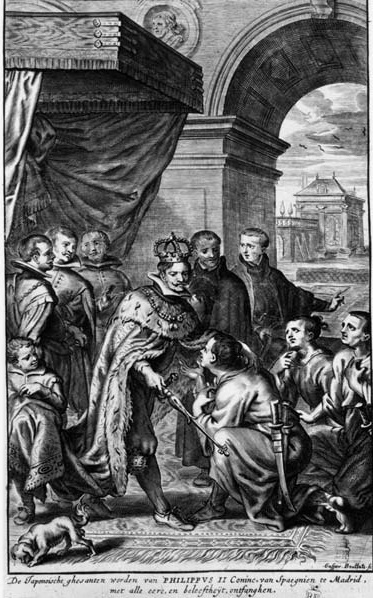
La embajada del Japón. Inscripción: De japonische ghesanten worden van PHILIPPVS II Coninc van Spaegnien te Madrid, met alle eere, en beleeftheyt ontfanghen (los emisarios japoneses son recibidos en Madrid por Felipe II rey de España con todos los honores).

Gaspar Bouttats (Amberes, 1648-1695/1696) fue un grabador flamenco.

## Biografía y obra
Miembro de una familia de grabadores, fue bautizado en Amberes el 9 de octubre de 1648. Tanto su padre, Frederik Bouttats I, como sus hermanos, Frederik, el mayor, y Gerard, y su sobrino Philibert, fueron también grabadores de cierto renombre. Formado, probablemente, con su padre, se le documenta desde 1668 registrado como maestro en el gremio de Amberes del que en el curso 1690-1691 fue elegido decano. Su hijo Pieter Balthazar Bouttats siguió el oficio paterno.
Autor de grabados de historia, topográficos y retratos, en su producción se encuentran estampas sueltas e ilustraciones de libros. Son bien conocidos los aguafuertes que dedicó al asesinato de Enrique IV, rey de Francia, acuchillado por François Ravaillac, un fanático católico, al beeldenstorm o furia iconoclasta en la catedral de Amberes o a la degollación de los condes Nadasti y Cerini [Serini, Zrini] y el marqués de Francipani [Frangipani], el 30 de abril de 1671, acusados de rebelión y conspiración contra el emperador Leopoldo I, así como la serie de vistas topográficas de Jerusalén y Oriente Medio por dibujos de Jan Peeters, de quien son también los dibujos de los que se sirvió Bouttats para componer varias series de vistas de ciudades y asentamientos de la República de Holanda y de Austria, Hungría y los Balcanes, incluyendo el asedio de Viena por los turcos y su liberación. La verosimilitud de sus composiciones históricas y topográficas es, no obstante, en algunas ocasiones escasa. Puede servir de ejemplo la estampa que representa la recepción por Felipe II en el El Escorial de una embajada formada por varios jóvenes japoneses enviados por Alessandro Valignani, provincial de la Compañía de Jesús en la Indias Orientales, por las licencias que se tomó tanto en la arquitectura del monasterio como en la indumentaria del rey, con corona y manto de armiño, inauditos en un monarca español de la época.
Por dibujos de Hendrik Frans Verbruggen y Godfried Maes realizó los grabados de los arcos triunfales y ornatos festivos del jubileo de Amberes de 1685 con motivo del centenario de su liberación por el duque de Parma, estampas recopiladas en Hondert-jaerigh jubile-vreught, Amberes, 1685, y en un tono más popular ilustró los emblemas de la paciencia de Franciscus Lijftocht, que salieron ilustrados en Utrecht en 1679, y la Vida y hechos del pícaro Guzmán de Alfarache de Mateo Alemán en la edición de Jerónimo Verdussen, Amberes, 1681.
Son suyos la mayor parte de los retratos que adornan la Historia de la vida y hechos del emperador Carlos V de fray Prudencio de Sandoval impresa igualmente en Amberes y por Jerónimo Verdussen en 1681, así como los aparecidos en la traducción al castellano de Las Guerras de Flandes del cardenal Guido Bentivoglio, Amberes, 1687. Además, con su hermano Frederick se repartió las ilustraciones de carácter emblemático de Les actions heroiques et plaisantes de l'empereur Charles V, Colonia, 1683.